# Yammostuwiwagaiya
Yammostuwiwagaiya (Yäm-mos tu-wi-wa-gai-ya) /= big plains/, banda Mono (Hodge) Indijanaca, odnosno Sjevernih Pajuta (Swanton) nekad naseljena u Paradise Valleyju, na zapadu američke države Nevada u okrugu Humboldt.
Spominju ih Powell (1881) i Powers (1876). Kod jednog autora javlja se naziv Atsakudökwatuviwarai koje locira u istu dolinu.

## Vanjske poveznice
- Mono-Paviotso Indian Tribe History